# David Pearce
David Pearce (ur. w kwietniu 1959) – brytyjski filozof reprezentujący szkołę etyki negatywnego utylitaryzmu. Jest znany z popierania idei istnienia u ludzi silnego imperatywu moralnego na rzecz działań w kierunku zakończenia cierpień wszelkich czujących istot.
Wiele prac Pearce'a można znaleźć w Internecie, jednak wydaje się, że nie opublikował żadnej książki w formie drukowanej, chociaż wiele esejów, jak The Hedonistic Imperative, mogłoby stanowić książkę.
W większości esejów Pearce wyraża przekonanie, że położenie kresu cierpieniom może być osiągnięte poprzez nowoczesne technologie, z inżynierią genetyczną na czele. Inne technologie ważne dla Pearce'a ze względu na zakończenie cierpień to nanotechnologia, farmakologia i neurochirurgia; Pearce uważa, że mogą one połączyć się i pomóc ludziom osiągnąć wyższe stadia rozwoju, najpierw jako transludzie, a potem jako postludzie. Pearce mieszka w Brighton w Anglii.

## Stanowiska i powiązania

### BLTC Research
Pearce jest dyrektorem BLTC Research, organizacji badawczej non-profit założonej przez Pearce'a w 1995, z siedzibą w dzielnicy Kemptown w Brighton. Jej zadaniem jest wyjaśnienie mechanizmów fizjologicznych powodujących cierpienie fizyczne i mentalne, i na tej podstawie wykorzenienie cierpienia. Wśród celów BLTC są określenie ostatecznej ścieżki neurologicznej zarówno przyjemności jak i bólu. Po zrozumieniu tego procesu można będzie skuteczniej dobierać leki i terapie dla chorób umysłowych, i zniwelować ból towarzyszący wielu chorobom.
BLTC Research opiera się przesłaniach filozoficznych negatywnego utylitaryzmu. Negatywni utylitarianie uważają za moralny cel życia zmniejszenie cierpień, w przeciwieństwie do utylitaryzmu, który głosi ideę zapewnienia jak największej ilości dobra dla jak największej ilości ludzi, czasem kosztem innych. Zamiast promować jak największe szczęście dla jak największej ilości ludzi, negatywny utylitaryzm zaleca jak najmniej cierpienia dla jak największej ilości ludzi. Negatywni utylitarianie uważają, że eliminacja wszelkiego cierpienia na świecie jest ważniejsza od ogólnej ilości szczęścia. BLTC Research promuje ideę użycia nowoczesnych zdobyczy biologii w celu wyeliminowania wszelkich form cierpienia.
Organizacja publikuje w Internecie teksty popierające użycie biochemii i biotechnologii, w przekonaniu, że ich zdobycze pomogą zakończyć cierpienia przyszłych pokoleń. Strona BLTC gromadzi też informacje o metodach psychofarmakologicznych, które mogą zmniejszyć ból w obecnych czasach. Pisze także o powstających filozofiach bioetycznego abolicjonizmu, rajskiej inżynierii i neo-hedonizmu:
- Abolicjonizm (w sensie bioetycznym) zajmuje się argumentami natury etycznej i moralnej dotyczącymi usunięcia cierpienia u wszelkich czujących form życia.
- Rajska inżynieria jest zdania, że przyszłe zniwelowanie wszelkiego cierpienia, bólu i niedomagań fizycznych u czujących istot może być najprędzej osiągnięte dzięki nowoczesnym metodom, takim jak biotechnologia, nanotechnologia i inżynieria genetyczna.
- Neo-hedonizm skupia się na sposobach, w jakie współczesne cierpienie, jakiego doświadczamy na co dzień, może być usunięte z pomocą środków farmakologicznych i medycyny dostosowanej do indywidualnego pacjenta (personalized medicine).

Wobec zajmowania się powyższymi sprawami BLTC Research stał się istotnym centrum dla propagatorów innych filozofii, jak technoutopianizm i transhumanizm. Argumenty BLTC znajdują zastosowanie w wątkach łączących te filozofie.
BLTC krytykuje najpopularniejsze argumenty przeciwko perspektywie techno-utopijnej, np. polemizuje z powieścią Huxleya Nowy wspaniały świat. Strona BLTC zawiera wiele tekstów neo-hedonistycznych, sugerujących, jak czytelnicy mogą próbować pomóc sobie czuć się mentalnie i fizycznie "lepiej niż dobrze" poprzez zachowanie równowagi pomiędzy zdrową dietą, odpowiedzialnym stosowaniem leków i fakmakogenomiką. Stara się być rodzajem bazy danych opartej na poszukiwaniach nowoczesnych środków opanowania bólu i zniwelowania cierpienia w codziennym życiu.

### The Abolitionist Society
W 2002 Pearce wraz z Pablo Stafforinim, Seanem Hendersonem, i Jaime Savage założył Abolitionist Society, aby propagować ideę zakończenia cierpienia i omawiać jej implikacje w szerszym gronie. W deklaracji stowarzyszenia wskazuje się, że mimo iż potrzeba zmniejszenia cierpień wydaje się oczywista, istnieją poważne przeszkody natury religijnej, handlowej, prawnej. Jako przykład podano, że amerykańska Agencja Żywności i Leków pozwala jedynie na wprowadzanie leków na konkretną chorobę, nie uznając za nią cierpienia. Obecnie uważa się stany euforii za patologiczne, a za normę przyjmuje się zubożałe definicje zdrowia, które nie prowadzą do maksymalnego spełnienia. Instytucje stworzone do promowania zdrowia są obecnie przeszkodą na drodze do swojego własnego celu.

### Humanity+
Pearce i Nick Bostrom, inny filozof z Oxfordu, założyli World Transhumanist Association (która obecnie nosi nazwę Humanity+). Stowarzyszenie to propaguje transhumanizm, ideologię i ruch na rzecz obrony praw jednostki do modyfikacji ciała (wolność morfologiczna) i umysłu (wolność poznawcza), aby zagwarantować wolność wyboru i świadomą zgodę na użycie technologii usprawniających człowieka i jego potomstwo.

### Inne stanowiska
Pearce zasiada w gronie redakcyjnym kontrowersyjnego czasopisma wydawanego przez Elsevier, Medical Hypotheses. Jest też jednym z doradców w Lifeboat Foundation w dziedzinie futuryzmu.

### Projekty sieciowe
Pearce posiada firmę hostingową i jest właścicielem wielu domen o naukowych nazwach, dla których często pisze oryginalną zawartość.